# Casper van Uden
Casper van Uden (* 22. Juli 2001 in Schiedam) ist ein niederländischer Radrennfahrer.

## Sportlicher Werdegang
Neben seinem Sieg bei Kuurne–Brüssel–Kuurne machte van Uden als Junior durch eine Reihe weiterer Podiumsplatzierungen auf der Straße auf sich aufmerksam. Daneben war er auch auf der Bahn erfolgreich: er wurde mehrfacher Niederländischer-Juniorenmeister und 2019 Niederländischer Meister in der Mannschaftsverfolgung. Bei den UEC-Bahn-Europameisterschaften der Junioren/U23 2019 wurde er Europameister im Omnium und Vizeeuropameister im Madison.
Mit dem Wechsel in die U23 wurde er im Jahr 2020 Mitglied im damaligen Development Team Sunweb. In der Saison 2021 erzielte er drei Erfolge, zwei Etappensiege bei Course de la Solidarité Olympique sowie der Sieg in der Ronde van de Achterhoek. Nach drei weiteren Etappensiegen in der Saison 2022 wurde er zum 1. August 2022 in das UCI WorldTeam von DSM übernommen. Sein wichtigstes Ergebnis in der Saison 2023 war der dritte Platz bei Mailand–Turin. Im Jahr 2024 gewann er die erste Etappe der Alula Tour, ehe er im Mai Sieger bei Rund um Köln wurde. Mit zwei Etappenerfolgen bei der ZLM Tour konnte er noch zwei weitere Siege seinem Palmarès hinzufügen.
Sein bislang größter Erfolg gelang ihm im Jahr 2025, als er die 4. Etappe des Giro d’Italia im Massensprint vor Olav Kooij und Maikel Zijlaard gewann.

## Erfolge

### Straße
2019
- Punktewertung Course de la Paix Juniors
- Kuurne–Brüssel–Kuurne Juniors

2020
- Mannschaftszeitfahren Ronde de l’Isard

2021
- zwei Etappen Course de la Solidarité Olympique
- Ronde van de Achterhoek
- Mannschaftszeitfahren Tour de l’Avenir

2022
- zwei Etappen Tour de Normandie
- eine Etappe Tour de Bretagne Cycliste
- eine Etappe, Mannschaftszeitfahren und Punktewertung Tour de l’Avenir

2024
- eine Etappe Alula Tour
- Rund um Köln
- zwei Etappen und Punktewertung ZLM Tour

2025
- eine Etappe Giro d’Italia

### Bahn
2017
- Niederländischer Meister – 1000-m-Zeitfahren (Junioren)

2018
- Niederländischer Meister – Omnium, Madison, Punktefahren und Scratch (Junioren)

2019
- Europameister – Omnium (Junioren)
- Europameisterschaften – Madison (Junioren) mit Enzo Leijnse
- Niederländischer Meister – Mannschaftsverfolgung